# میلتن (کنتاکی)
میلتن (به انگلیسی: Milton) شهری در ایالت کنتاکی کشور ایالات متحده آمریکا است که جمعیت آن در سرشماری سال ۲۰۱۰ میلادی، ۵۷۴ نفر بوده‌است.